# Big Buck Bunny
Big Buck Bunny es un corto animado del Instituto Blender; el cual es parte de la Fundación Blender. Como la película previa de la fundación, Elephants Dream, esta película se ha realizado usando software libre. El trabajo comenzó en octubre de 2007 y la película se estrenó del 10 de abril de 2008 en Ámsterdam.
La película es el primer proyecto de la fundación Blender creado por el instituto Blender, una división de la fundación hecha específicamente para facilitar la creación de películas y de juegos de contenidos abiertos. La película fue financiada por la fundación Blender, donaciones de la comunidad Blender, las preventas del DVD de la película y patrocinio comercial. Tanto el producto final como los datos de producción, incluyendo los datos de animación, los personajes y las texturas son lanzados bajo la licencia Creative Commons Attribution License.

## Sinopsis
Este cortometraje animado muestra la historia de "Bunny" o "JC" un gran conejo, con estilo amigable, quien al salir de su madriguera, observa como es atacada, una hermosa mariposa, por parte de Frank, Rinky y Gamera, pero "Bunny" continúa con su camino; después él mismo es atacado por estos tres rufianes, y observa cómo Frank asesina a la mariposa, y no solo eso sino que se mofan con su cadáver, pero Frank, Rinky y Gamera, asustan a Bunny para ahuyentarlo.
Bunny decidido, se prepara y arma un plan sumamente cuidadoso para atacarlos, al final los vence, pero lo más gracioso, es que toma a Frank, lo convierte en un papalote, y al final de los créditos un pájaro lo defeca.

## Imágenes

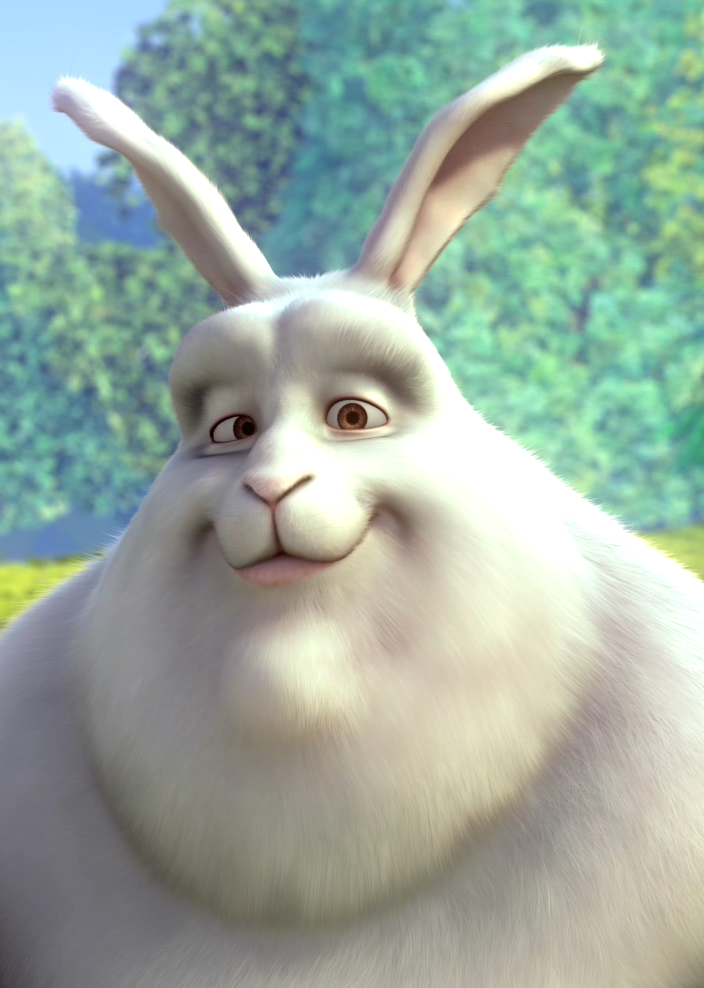
"Bunny" o JC (sobrenombre dado por el equipo)
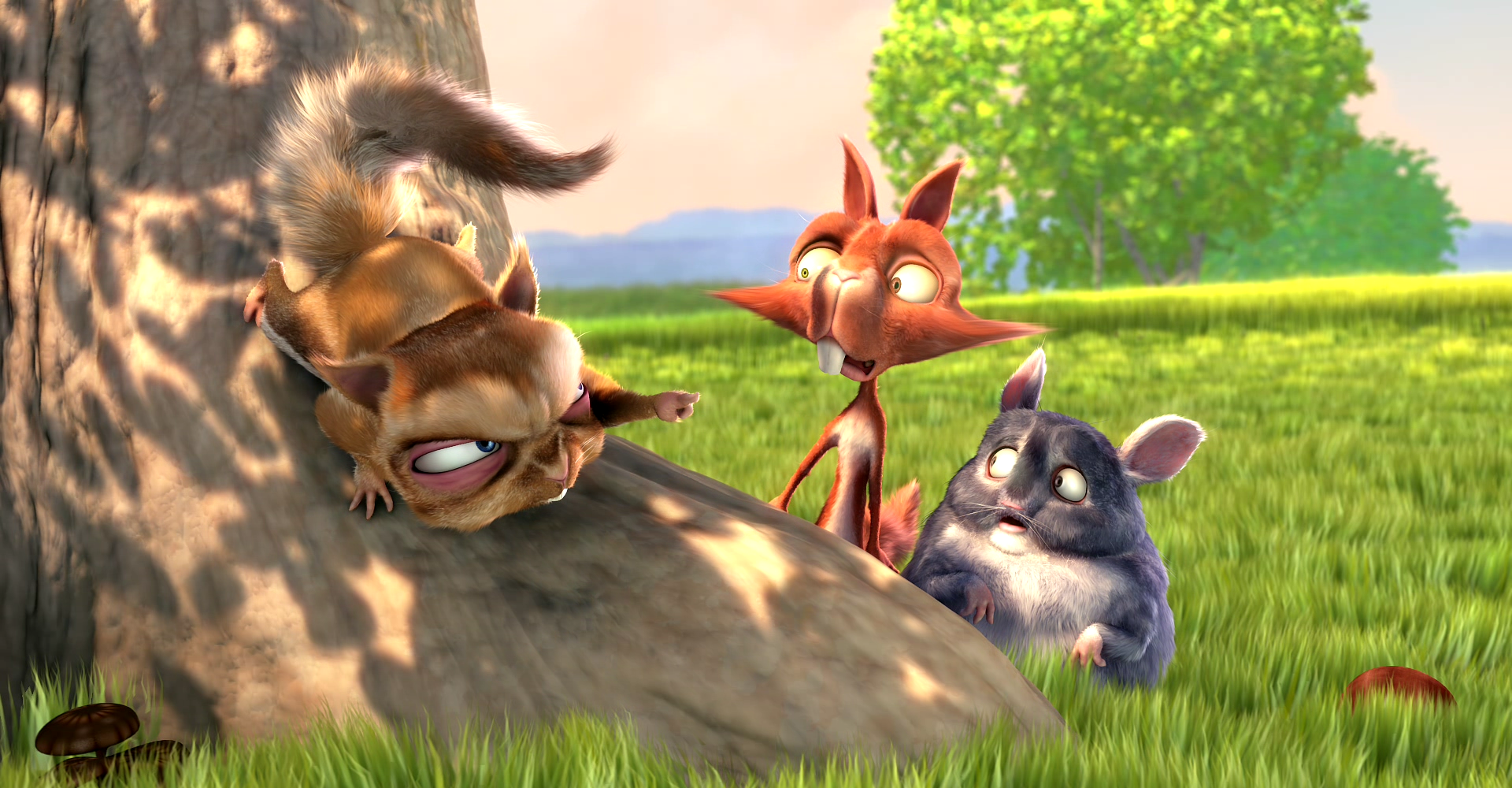
Frank, Rinky y Gamera (de izquierda a derecha)
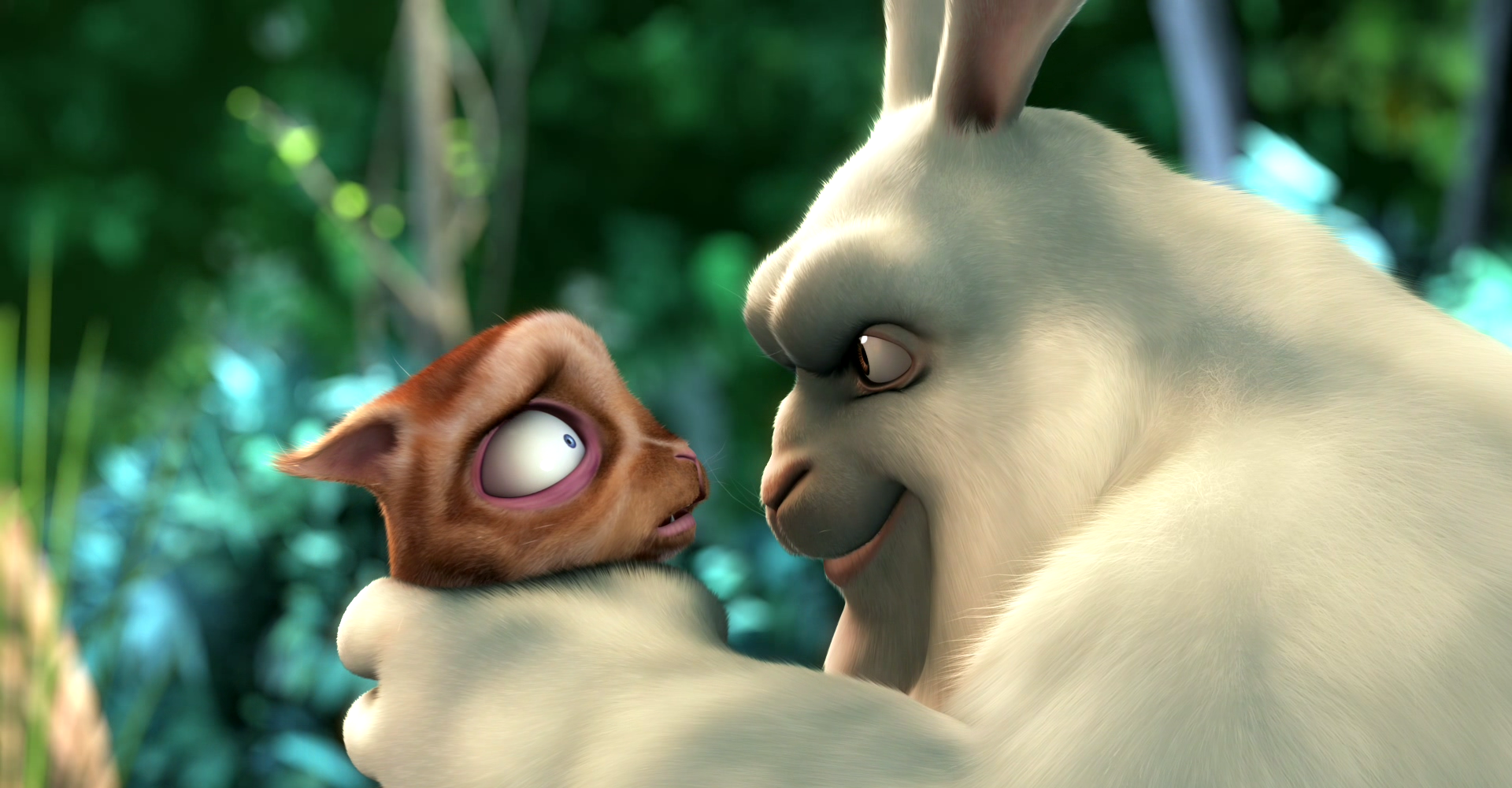
Bunny captura a Frank
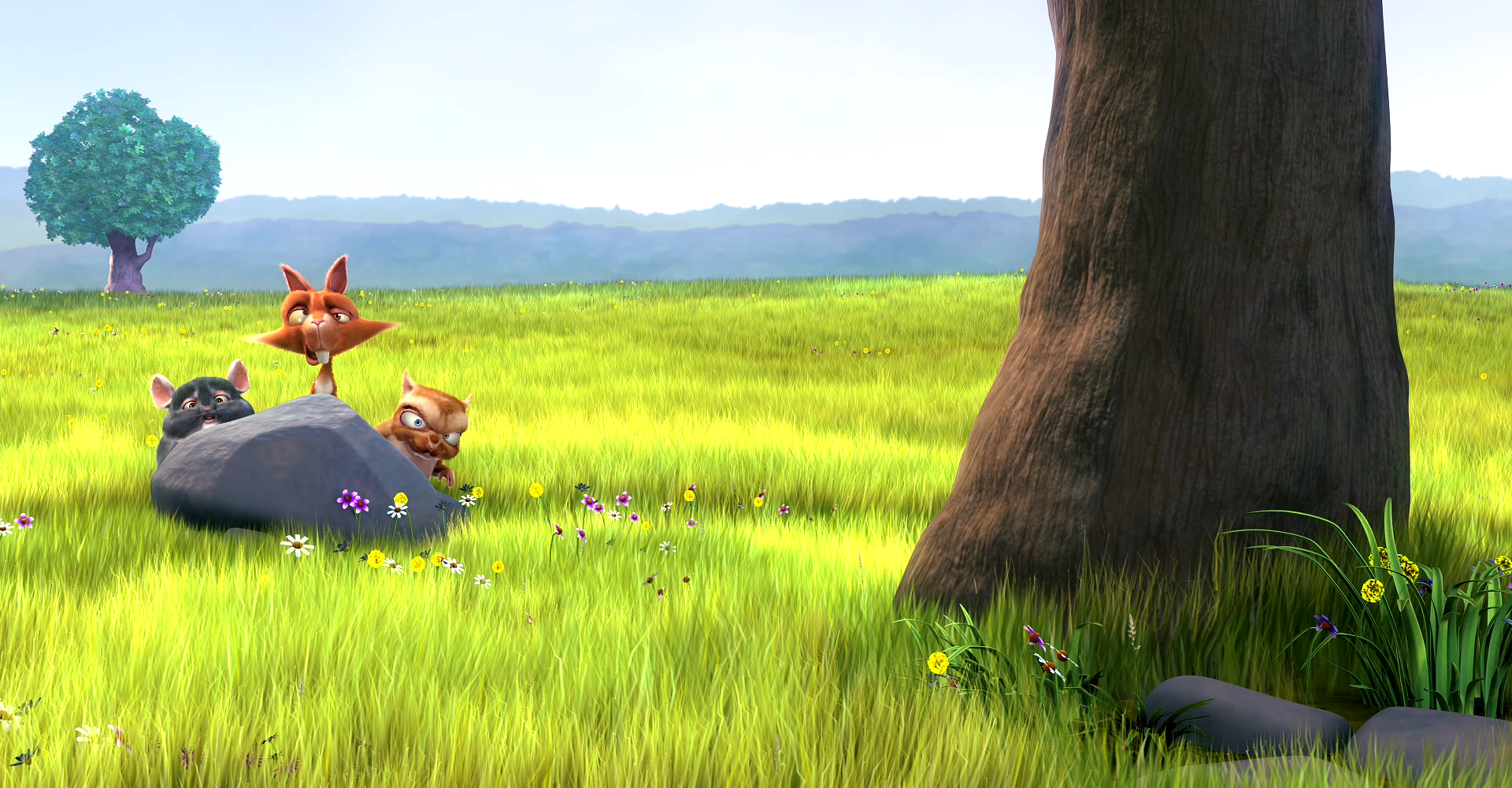
Paisaje